# 1991年航空
此條目列出1991年發生有關航空運輸的事件。

## 事件

### 4月
- 4月1日：浙江省義烏市義烏機場啟用，吉林省吉林市吉林二台子機場啟用。

### 5月
- 5月11日：澎湖縣七美機場啟用。

### 9月
- 9月1日：陝西省西安市西安咸陽國際機場啟用。

### 10月
- 10月1日：山形縣酒田市庄內機場啟用。
- 10月12日：廣東省深圳市深圳黃田國際機場（現為深圳寶安國際機場）啟用。
- 10月25日：空中巴士A340進行首航。

### 12月
- 12月27日：青海省西寧市西寧曹家堡國際機場啟用。